# Mendidaphodius palaestinensis
Mendidaphodius palaestinensis är en skalbaggsart som beskrevs av Rudolph Petrovitz 1963. Mendidaphodius palaestinensis ingår i släktet Mendidaphodius och familjen Aphodiidae. Inga underarter finns listade i Catalogue of Life.